# La Ballade des gens heureux
La Ballade des gens heureux (deutsch ‚Das Lied der glücklichen Leute‘) ist das bekannteste Chanson des Sängers Gérard Lenorman, der auch die Melodie komponierte. Der Text entstand in Zusammenarbeit mit dem Chansontexter Pierre Delanoë. Das Lied wurde 1975 erstmals als Single veröffentlicht und war vor allem in französischsprachigen Ländern Europas erfolgreich, jedoch auch in Deutschland, wo es mehrfach gecovert wurde.

## Inhalt und Stil
Das Lied besteht aus acht kurzen, zweiversigen Strophen, deren erster Vers stets den Endreim auf heureux (französisch ‚glücklich‘) bildet. Dabei wird in jeder Strophe eine Person mit bestimmten Eigenschaften angesprochen; der zweite Vers handelt davon, ebendiesem Menschen das „Lied der glücklichen Leute“ zu singen. Zum Abschluss jeder Strophe wird der zweite Vers vom Chor wiederholt. Ein Refrain existiert nicht.
Der Text des Liedes hat auch religiösen Bezug. Etwa in der Textzeile „Tu n’as pas de titre ni de grade, mais tu dis TU quand tu parles à dieu.“ – „Du hast weder einen Adelstitel noch akademischen Grad, aber du sagst DU, wenn du zu Gott sprichst.“

## Coverversionen
Direkt nach der Erstveröffentlichung entstanden neben der von Gérard Lenorman selbst gesungenen deutschen Version Das Lied der kleinen Leute gleich zwei weitere deutschsprachige Coverversionen: Daliah Lavi veröffentlichte 1976 auf dem Album Neuer Wind ihre Version unter dem Titel Das bleibt immer ein Geheimnis. Rex Gildo brachte im selben Jahr seine Interpretation König auf dieser Welt auf dem Album Nimm die Zeit für die Liebe heraus. Im Jahr 1982 trat auch Katja Ebstein mit der Fassung von Daliah Lavi auf.
Auch in den Niederlanden, wo das Original seine höchste Chartplatzierung erreicht hatte, interpretierten zahlreiche Künstler das Chanson neu, beispielsweise Willeke Alberti 1989, Sandra Denotté 1998 (belgische Sängerin mit Text auf Niederländisch), The Sunsets 2011.
2011 veröffentlichte die französische Sängerin Zaz La Ballade des gens heureux als Duett mit Gérard Lenorman.